# Радуйся, Матушка Польша
Радуйся, Матушка Польша (лат. Gaude Mater Polonia, пол. Raduj się, o Matko Polsko) — один из самых значительных средневековых польских гимнов, написан на латыни между XIII и XIV веками в память о святом Станиславе, епископе Краковском. Польские рыцари пели гимн после победы в битве, предположительно под одну из григорианских мелодий, связанных с евхаристическим псалмом O Salutaris Hostia, на котором он основан. Песня широко признаётся историческим национальным гимном Королевства Польского и Речи Посполитой.

## История
Гимн появился в 1253 году, вместе с канонизацией Станислава Щепановского 8 сентября в Ассизи; Станислав принял мученическую смерть 11 апреля 1079 года. Автором гимна является первый польский композитор в истории музыки, известный по имени, поэт Винцент из Кельчи, Доминиканцы, краковский каноник и капеллан епископа Иво Одровонжа. Долгое время его ошибочно называли Винцентом из Кельце, и он написал гимн в ознаменование канонизации святого Станислава. Предполагается, что первое исполнение произведения состоялось 8 мая 1254 года во время церемонии канонизации в Кракове.
Винсент написал «Историю святого Станислава» на латыни (Dies adest celebris). Поэт решил описать жизнь и деяния епископа Станислава и чудеса, которые произошли после его смерти, о которых люди говорили почти два столетия. Легенда гласит, что после того, как тело святого Станислава было расчленено, части чудесным образом перегруппировались и снова образовали целое тело, в то время как орлы кружили в небе. Это была аллегория нынешнего состояния Польши в те годы: разделенной на части, но надеющейся срастись снова, чтобы снова образовать страну. Объединение Польши произошло через пару лет после канонизации святого Станислава под властью короля Владислава Короткого.
В рамках Истории, которая содержала элементы пения, часть Gaude, Mater Polonia была со временем признана как самостоятельное произведение. На протяжении многих лет он в конечном итоге стал королевским гимном при династии Пясты. [ 5 ] Гимн стал частью польской традиции и истории, исполняясь во время коронации польского монарха, королевских браков, а также во время празднования победы Яна III Собеского в Вене в 1683 году. Короли и военачальники благодарили за свои успехи, исполняя гимн после битвы. Мелодия была популярна в течение почти 750 лет, за которые она стала ключевым элементом в польской культуры. Сегодня ее поют в большинстве университетов на открытии учебного года, а также во время важных национальных праздников.

## Музыка
С музыкальной точки зрения, Gaude, Mater Polonia (Год, Матер Полония) имеет уникальную мелодическую линию, которая не похожа ни на одну известную в других латинских гимнах. Ее мелодия имеет симметричную структуру, дугообразного или смычкового типа, что делает ее мелодией типа истории, характерной для народных песен. Она имеет радостный, но гордый характер. Некоторые источники говорят, что вдохновением для мелодии послужил гимн Святому Доминику, Gaude Mater Ecclesia (Радуйся, о Мать-Церковь), имеющий свои корни у итальянских доминиканцев.
Чаще всего его поют в аранжировке Теофила Томаша Клоновского (1805–1876). Он написан для четырехголосного смешанного хора, а мелодия изложена в четырехтактной фразе. Хотя он больше не является национальным гимном Польши, он часто сопровождает церемонии национального и религиозного значения.

## Текст
| Латинский                   | Польский                              | Руский                                           |
| Gaude, mater Polonia,       | O ciesz się, Matko-Polsko, w sławne   | Радуйся, о Матушка Польша                        |
| prole fæcunda nobili.       | Potomstwo płodna! Króla królów        | Богатый благородным потомством,                  |
| Summi Regis magnalia        | I najwyższego Pana wielkość           | Всевышнему Царю воздайте                         |
| laude frequenta vigili.     | Uwielbiaj chwałą przynależną.         | Поклонение с непрестанной хвалой.                |
|                             |                                       |                                                  |
| Cuius benigna gratia        | Albowiem z Jego łaskawości            | Ибо по Его милостивой благодати                  |
| Stanislai Pontificis        | Biskupa Stanisława męki               | Мучения епископа Станислава,                     |
| passionis insignia          | Niezmierne, jakie on wycierpiał,      | столь велика, что он претерпел                   |
| signis fulgent mirificis.   | Jaśnieją cudownymi znaki.             | Сияй чудесными знаками                           |
|                             |                                       |                                                  |
| Hic certans pro iustitia,   | Potykał się za sprawiedliwość,        | Здесь борются за справедливость,                 |
| Regis non-cedit furiæ:      | Przed gniewem króla nie ustąpił:      | Он не уступил гневу царя:                        |
| Stat pro plebis iniuria     | I staje żołnierz Chrystusowy          | И стоит воин Христов,                            |
| Christi miles in acie.      | Za krzywdę ludu sam do walki.         | В одиночку бороться за страдания людей.          |
|                             |                                       |                                                  |
| Tyranni truculentiam,       | Ponieważ stale wypominał              | Потому что он постоянно напоминал                |
| Qui dum constanter arguit,  | On okrucieństwo tyranowi,             | Тиран своей жестокости,                          |
| Martyrii victoriam          | Koronę zdobył męczennika,             | Он обрел венец мученика,                         |
| Membratim cæsus meruit.     | Padł posiekany na kawałki.            | И развалился на куски.                           |
|                             |                                       |                                                  |
| Novum pandit miraculum      | Niebiosa nowy cud zdziałały,          | Небеса сотворили новое чудо,                     |
| Splendor in sancto ceritus, | Bo mocą swą Niebieski Lekarz          | Для Небесного Врача силою Своею                  |
| Redintegrat corpusculum     | Poćwiartowane jego ciało              | Четвертованное тело мученика                     |
| Sparsum cælestis medicus.   | Przedziwne znowu w jedno złączył.     | Еще раз чудесным образом воссоединились в целое. |
|                             |                                       |                                                  |
| Sic Stanislaus pontifex     | Tak to Stanisław biskup przeszedł     | Так вошел епископ Станислав                      |
| Transit ad caeli curiam,    | W przybytki Króla niebieskiego,       | Во Двор Небесного Царя,                          |
| Ut apud Deum opifex         | Aby u Boga Stworzyciela               | Чтобы он был рядом с Богом, Творцом,             |
| Nobis imploret veniam.      | Nam wyjednać przebaczenie.            | Попроси прощения за нас.                         |
|                             |                                       |                                                  |
| Poscentes eius merita,      | Gdy kto dla zasług jego prosi,        | Когда кто-либо по заслугам своим умоляет,        |
| Salutis dona referunt:      | Wnet otrzymuje zbawcze dary:          | Скоро получает спасительные дары:                |
| Morte præventi subita       | Ci, co pomarli nagłą śmiercią,        | Те, кто умер внезапной смертью,                  |
| Ad vitae potum redeunt.     | Do życia znowu powracają.             | Вернись к жизни ещё раз.                         |
|                             |                                       |                                                  |
| Cuius ad tactum anuli       | Choroby wszelkie pod dotknięciem      | Все болезни на ощупь                             |
| Morbi fugantur turgidi:     | Pierścienia jego uciekają:            | От его кольца беги:                              |
| Ad locum sancti tumuli      | Przy jego świętym grobie zdrowie      | Его святой милостью здоровье                     |
| Multi curantur languidi.    | Niemocnych wielu odzyskuje.           | Достигается слабыми.                             |
|                             |                                       |                                                  |
| Surdis auditus redditur,    | Słuch głuchym bywa przywrócony,       | Слух возвращается к немому,                      |
| Claudis gressus officum,    | A chromy kroki stawia raźno,          | В то время как хромой смело делает шаги,         |
| Mutorum lingua solvitur     | Niemowom język się rozwiązał,         | Языки немых развязаны,                           |
| Et fugatur daemonium.       | W popłochu szatan precz ucieka.       | Сатана спешно убегает далеко-далеко.             |
|                             |                                       |                                                  |
| Ergo, felix Cracovia,       | A przeto szczęsny ty, Krakowie,       | Так ты, о счастливый Краков,                     |
| Sacro dotata corpore        | Uposażony świętym ciałem,             | Вооруженный святым телом,                        |
| Deum, qui fecit omnia,      | Błogosław po wsze czasy Boga,         | Благослови навечно Боже,                         |
| Benedic omni tempore.       | Który z niczego wszystko stworzył.    | Кто создал все из ничего.                        |
|                             |                                       |                                                  |
| Sit Trinitati gloria,       | Niech Trójcy Przenajświętszej zabrzmi | Пусть Пресвятой Троице звучит                    |
| Laus, honor, iubilatio:     | Cześć, chwała, sława, uwielbienie,    | Хвала, слава, празднование, поклонение,          |
| De Martyris victoria        | A nam tryumfy męczennika              | И пусть торжества мученика                       |
| Sit nobis exsultatio.       | Niech wyjednają radość wieczną.       | Даруй нам вечное блаженство.                     |
| Amen                        | Amen                                  | Аминь                                            |